# Оніпко Андрій Анатолійович
Андрій Анатолійович Оніпко (нар. 13 травня 1970, Полтава) — український волейболіст, що грав на позиції центрального блокувальника (першого темпу), педагог. Володар Кубка Топ-команд ЄКВ 2004 року у складі «Локомотива» (Харків), капітан збірної України.

## Життєпис
Народився 13 травня 1970 року в Полтаві.
Грав складі харківського «Локомотива» (1992—1993, 2001—2005), «ЗДУ-Закарпаття» (Ужгород, 2007—2008), СК ВПС (Вінниця, 1998—1999).
Був капітаном збірної України.
Старший тренер відділення волейболу комунального закладу “Харківський фаховий коледж спортивного профілю” Харківської обласної ради, спеціаліст вищої категорії.
Майстер спорту України міжнародного класу.

## Досягнення
- володар Кубка Топ-команд ЄКВ 2004,
- чемпіон України 1994?, 2001, 2002, 2003, 2004, 2005,
- володар Кубка України 2002, 2003, 2005[4]